# Приозерне сільське поселення (Борзинський район)
Приозе́рне сільське поселення (рос. Приозёрное сельское поселение) — сільське поселення у складі Борзинського району Забайкальського краю Росії.
Адміністративний центр — село Приозерне.

## Населення
Населення сільського поселення становить 283 особи (2019; 392 у 2010, 568 у 2002).

## Склад
До складу сільського поселення входять:
| Населений пункт | Населення, осіб (2002) | Населення, осіб (2010) |
| --------------- | ---------------------- | ---------------------- |
| Приозерне, село | 491                    | 358                    |
| Тасирхой, село  | 77                     | 34                     |